# Koloningjutning

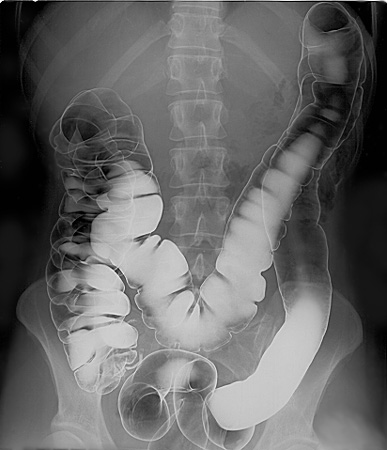
Röntgenundersökning av tjocktarmen med hjälp av kontrastmedel.

En koloningjutning, även kallad bariumlavemang, är ett medicinskt ingrepp som används för att undersöka och diagnostisera problem med kolon (tjocktarmen). Röntgenbilder tas medan kontrastmedlet bariumsulfat fyller tjocktarmen via ändtarmen.